# Bangladesh op de Olympische Zomerspelen 1988
Bangladesh nam deel aan de Olympische Zomerspelen 1988 in Seoul, Zuid-Korea. 

## Deelnemers en resultaten

### Atletiek
| Olympiër                                                                          | Discipline      | Resultaat | Prestatie                                 |
| --------------------------------------------------------------------------------- | --------------- | --------- | ----------------------------------------- |
| Mohamed Shah Jalal                                                                | 100 m (m)       | 79e       | serie 8: 6e in 10,94                      |
| Mohamed Shah Alam                                                                 | 200 m (m)       | 65e       | serie 1: 8e in 22,52                      |
| Mohamed Hossain Milzer                                                            | 400 m (m)       | 58e       | serie 3: 5e in 48,76                      |
| Mohamed Hossain Milzer                                                            | 800 m (m)       | 58e       | serie 8: 6e in 1.51,16                    |
| Mohamed Shah Alam Shahanuddin Choudhury Mohamed Hossain Milzer Mohamed Shah Jalal | 4x100m (m)      | 25e       | serie 4: 6e in 41,78                      |
| Shahanud Chowdhury                                                                | verspringen (m) | DNF       | kwalificatie groep A: geen geldige poging |

### Zwemmen
| Olympiër                  | Discipline           | Resultaat | Prestatie              |
| ------------------------- | -------------------- | --------- | ---------------------- |
| Bazlur Mohamed Rahman     | 100m schoolslag (m)  | 58e       | serie 2: 8e in 1.14,97 |
| Salam Mohamed Abdul Salam | 100m vlinderslag (m) | 48e       | serie 1: 5e in 1.03,69 |

Afghanistan · Algerije · Amerikaanse Maagdeneilanden · Amerikaans-Samoa · Andorra · Angola · Antigua en Barbuda · Argentinië · Aruba · Australië · Bahama’s · Bahrein · Bangladesh · Barbados · België · Belize · Benin · Bermuda · Bhutan · Birma · Bolivia · Bondsrepubliek Duitsland · Botswana · Brazilië · Britse Maagdeneilanden · Brunei · Bulgarije · Burkina Faso · Canada · Centraal-Afrikaanse Republiek · Chili · China · Chinees Taipei · Colombia · Congo-Brazzaville · Cookeilanden · Costa Rica · Cyprus · Denemarken · Djibouti · Dominicaanse Republiek · Duitse Democratische Republiek · Ecuador · Egypte · El Salvador · Equatoriaal-Guinea · Fiji · Filipijnen · Finland · Frankrijk · Gabon · Gambia · Ghana · Grenada · Griekenland · Groot-Brittannië · Guam · Guatemala · Guinee · Guyana · Haïti · Honduras · Hongarije · Hongkong · Ierland · IJsland · India · Indonesië · Irak · Iran · Israël · Italië · Ivoorkust · Jamaica · Japan · Joegoslavië · Jordanië · Kaaimaneilanden · Kameroen · Kenia · Koeweit · Laos · Lesotho · Libanon · Liberia · Libië · Liechtenstein · Luxemburg · Malawi · Malediven · Maleisië · Mali · Malta · Marokko · Mauritanië · Mauritius · Mexico · Monaco · Mongolië · Mozambique · Nederland · Nederlandse Antillen · Nepal · Nieuw-Zeeland · Niger · Nigeria · Noord-Jemen · Noorwegen · Oeganda · Oman · Oostenrijk · Pakistan · Panama · Papoea-Nieuw-Guinea · Paraguay · Peru · Polen · Portugal · Puerto Rico · Qatar · Roemenië · Rwanda · Saint Vincent en de Grenadines · Salomonseilanden · Samoa · San Marino · Saoedi-Arabië · Senegal · Sierra Leone · Singapore · Soedan · Somalië · Sovjet-Unie · Spanje · Sri Lanka · Suriname · Swaziland · Syrië · Tanzania · Thailand · Togo · Tonga · Trinidad en Tobago · Tsjaad · Tsjecho-Slowakije · Tunesië · Turkije · Uruguay · Vanuatu · Venezuela · Verenigde Arabische Emiraten · Verenigde Staten · Vietnam · Zaïre · Zambia · Zimbabwe · Zuid-Jemen · Zuid-Korea · Zweden · Zwitserland